# Casa Vicent
A Casa Vicent é um antigo estabelecimento comercial na cidade do Porto, em Portugal.
A Casa Vicent localiza-se no número 174 da Rua de 31 de Janeiro, na freguesia da Santo Ildefonso, em plena Baixa do Porto.

## Caracterização
A Casa Vicent está em vias de classificação, na sequência de Despacho de 24 de Agosto de 1995.
O edifício destaca-se, sobretudo, pela utilização de ferro fundido dourado na fachada, com contornos constituídos por uma cadeia de elementos arqueados formando motivos vegetalistas, rematada superiormente com uma concha coroada por um elemento vegetal, cujas formas parecem remeter para a sobrevivência de um certo gosto rocaille.
No interior, o espaço mantém todo o mobiliário original, incluindo vitrinas, balcões e candeeiros, onde o dourado se revela uma constante. E é ainda no interior que podemos admirar as paredes forradas a papel, os tectos estucados e pintados, além dos pavimentos de madeira.

## História
No início do século XX, o Porto ostentava diversos espaços urbanos de elevado requinte e elegância, dispostos numa atmosfera verdadeiramente cosmopolita, em boa parte mercê do desenvolvimento do comércio do vinho do Porto e da enorme influência que a comunidade britânica exercia na cidade.
Tal como nos principais centros europeus da época, foi no dealbar do século XX que a cidade assistiu ao florescimento do movimento da Arte Nova, cujas linhas arquitectónicas e decorativas eram preferencialmente apostas em edifícios comerciais e cafés. Os novos materiais—como o ferro e o vidro—evocavam o poder industrial e o avanço científico-tecnológico operado ao longo do século XIX. São disso bons exemplos edificações emblemáticas como o Café Majestic, a Ourivesaria Cunha e a Reis & Filhos, onde o trabalho do ferro fundido se acerca da elaboração da prata lavrada e cinzelada.
Localizada na Rua de 31 de Janeiro, a fachada da Casa Vicent foi elaborada em plena Primeira Guerra Mundial, entre 1914 e 1915, com materiais provavelmente encomendados à Companhia Aliança, fundada no Porto, em 1852 pelo Barão de Massarelos. Desconhece-se o seu arquitecto. A designação Vicent vem do comerciante espanhol que nele se instalou, numa época em que esta rua se transformou numa das principais artérias comerciais do quotidiano portuense. 